# Lliga d'Orà de futbol
La Lliga d'Orà de futbol (Ligue d'Oranie de Football Association, LOFA) fou una competició futbolística regional a Algèria, disputada a la ciutat d'Orà, i afiliada a la Federació Francesa de Futbol.

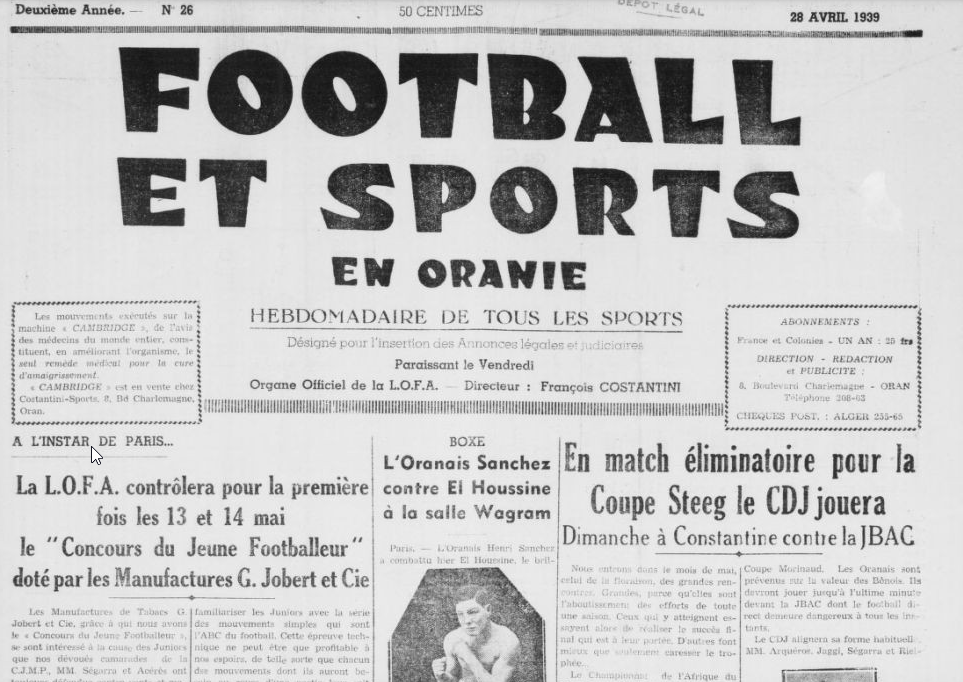
1a pàgina d'un exemplar del setmanari Football et sports en Oranie (avui desaparegut), òrgan oficial de la Lliga de l'Associació de Futbol d'Orà i diverses altres lligues, núm. 26, del divendres 28 d'abril de 1939.

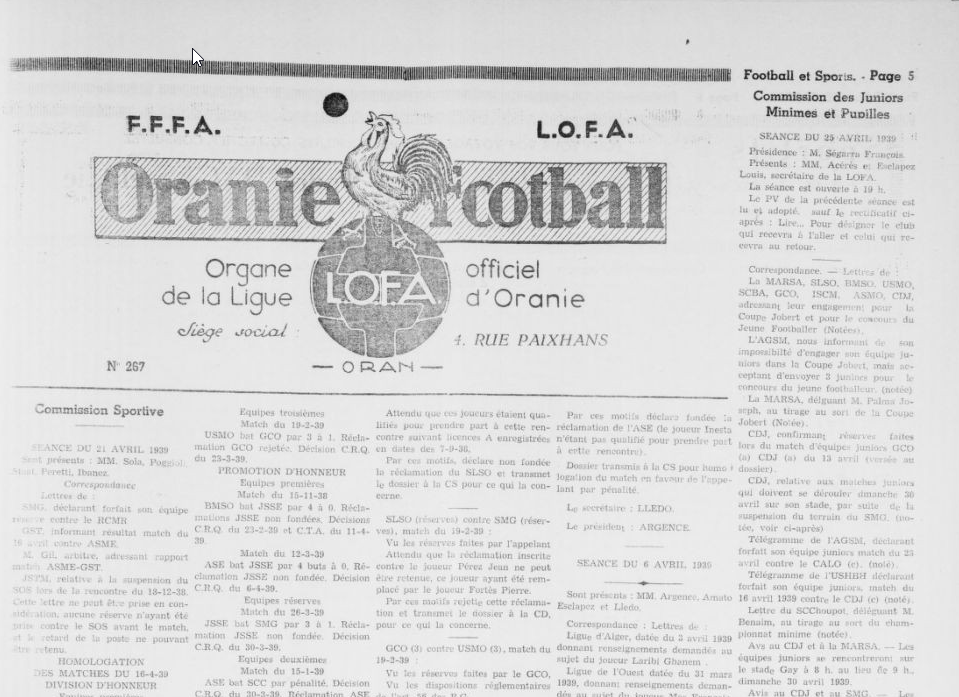
"Oranie Football", l'òrgan oficial de la Lliga de l'Associació de Futbol Oranaise, a "Futbol i esport a Oranie" núm. 27, de divendres 28 d'abril de 1939.

Va ser creada el 10 d'abril de 1921. Cessà les seves operacions l'any 1962 després de la Guerra d'Algèria i la conseqüent independència del país.
L'any 1925 alguns clubs d'Orà abandonaren la lliga Ligue d'Oran de Football Association (LOFA) en protesta per la seva gestió, i crearen la Fédération nord-africaine de football association (FNAFA) la seu de la qual es trobava a Orà.
Anteriorment, la Union des Sociétés Françaises de Sports Athlétiques (USFSA) havia creat el Comitè d'Orà l'any 1900, el qual organitzà el seu campionat regional.

## Historial
Font:
Lliga USFSA
- 1900-01: Club Athlétique Oran
- 1901-02: Sporting Club Oranais
- 1902-03: Sporting Club Oranais[9]
- 1903-04: Sporting Club Oranais[10]
- 1904-05: Sporting Club Oranais[11]
- 1905-06: Sporting Club Oranais[11]
- 1906-07: Club Joyeusetés Oran[11]
- 1907-08: Club Athlétique Oran[12]
- 1908-09:
- 1909-10:
- 1910-11: SC Bel Abbès
- 1911-12: SC Bel Abbès[13]
- 1912-13: SC Bel Abbès[13]
- 1913-14: Club Joyeusetés Oran[14]
- 1914-15: cancel·lat [a]
- 1915-16: Cordial Sportif Oranais
- 1916-17: Cordial Sportif Oranais
- 1917-18:
- 1918-19: AS Marine Oran
- 1919-20: AS Marine Oran

Lliga LOFA
- 1920-21: AS Marine Oran (1)
- 1921-22: SC Bel Abbès (1)
- 1922-23: SC Bel Abbès (2)
- 1923-24: SC Bel Abbès (3)
- 1924-25: SC Bel Abbès (4)
- 1925-26: SC Bel Abbès (5)
- 1926-27: SC Bel Abbès (6)
- 1927-28: SC Bel Abbès (7)
- 1928-29: AS Marine Oran (2)
- 1929-30: Club Joyeusetés Oran (1)
- 1930-31: Club Joyeusetés Oran (2)
- 1931-32: Gallia Club Oran (1)
- 1932-33: USM Oran (1)
- 1933-34: Club Joyeusetés Oran (3)
- 1934-35: USM Oran (2)
- 1935-36: Gallia Club Oran (2)
- 1936-37: Club Joyeusetés Oran (4)
- 1937-38: Club Joyeusetés Oran (5)
- 1938-39: Club Joyeusetés Oran (6)
- 1939-40: AS Marine Oran (3)[b]
- 1940-41: AS Marine Oran (4)[b]
- 1941-42: Club Joyeusetés Oran (7)
- 1942-43: USM Oran (3)[b]
- 1943-44: USM Oran (4)[b]
- 1944-45: USM Oran (5)[b]
- 1945-46: FC Oran (1)[b]
- 1946-47: SC Bel Abbès (8)
- 1947-48: FC Oran (2)
- 1948-49: USM Oran (6)
- 1949-50: USM Oran (7)
- 1950-51: GC Mascara (1)
- 1951-52: SC Bel Abbès (9)
- 1952-53: SC Bel Abbès (10)
- 1953-54: SC Bel Abbès (11)
- 1954-55: SC Bel Abbès (12)
- 1955-56: SC Bel Abbès (13)
- 1956-57: SC Bel Abbès (14)
- 1957-58: SC Bel Abbès (15)
- 1958-59: CA Liberté Oran (1)
- 1959-60: AGS Mascara (1)
- 1960-61: USSC Témouchent (1)
- 1961-62: no finalitzà

Lliga dissident FNAFA
- 1925-26: AS Marine Oran
- 1926-27: AS Marine Oran
- 1927-28: Club Joyeusetés Oran
- 1928-29: AS Eckmühl